# نقشه خوان

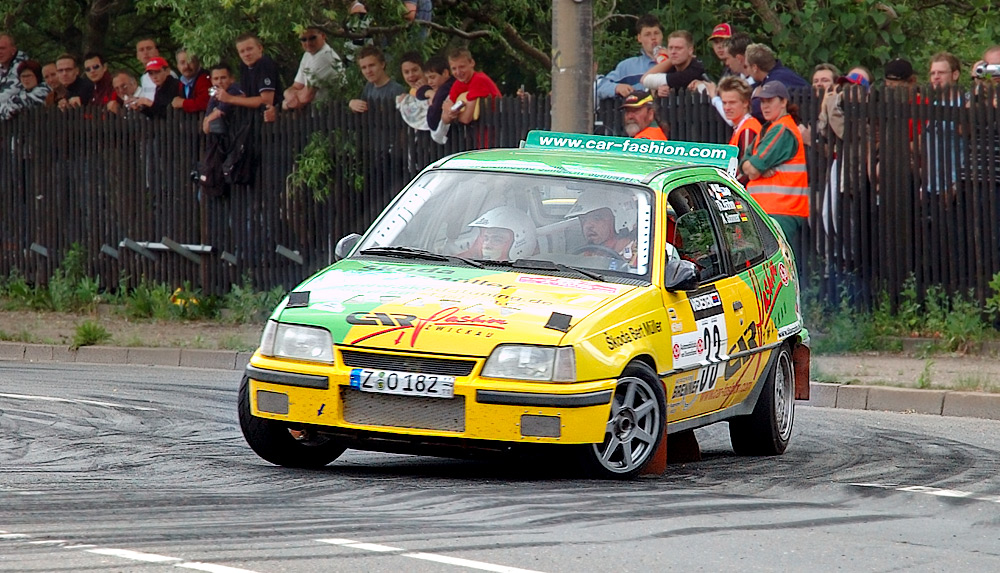
نقشه خوان برای بهبود توزیع وزن در پایین خودرو قرار دارد.

یک نقشه خوان، راننده ناوبری ماشین رالی در ورزش رالی است که در صندلی مسافر جلو نشسته است. وظیفه او این است که به طور معمول با خواندن مجموعه‌ای از یادداشتها به راننده کمک کند (و آنچه در پیش رو است را برای او توضیح دهد، تا راننده بداند کجا باید چرخید، شدت چرخش چقدر است و چه موانعی بر سر راه آنان است). حتی برخی از مسابقات نیاز به تفسیر نقشه دارند. در مسابقات رالی ، ارتباط نقشه خوان و راننده اغلب به دلیل وجود صدای زیاد در خودرو ، با هدست رادیویی صورت می گیرد.  همراه راننده، همچنین هرگونه حادثه یا تصادفی که ممکن است در مسیر اتفاق افتاده باشد به راننده می گوید.   این نقش به ویژه در مسابقات رالی حرفه ای مانند WRC بسیار مهم است . معمولاً از این همراهان راننده خواسته می شود در طول مسیر جاده و مراحل ویژه، تعمیر و نگهداری خودرو را نیز انجام دهند.

## نقشه خوانان مشهور
- بیورن سدربرگ
- سرخیو کرستو
- Mike Doughty
- Daniel Elena
- Ola Fløene
- Fred Gallagher
- Ana Goñi
- Nicky Grist
- Seppo Harjanne
- Arne Hertz
- Julien Ingrassia
- Denis Jenkinson
- Jarmo Lehtinen
- Lee McKenzie

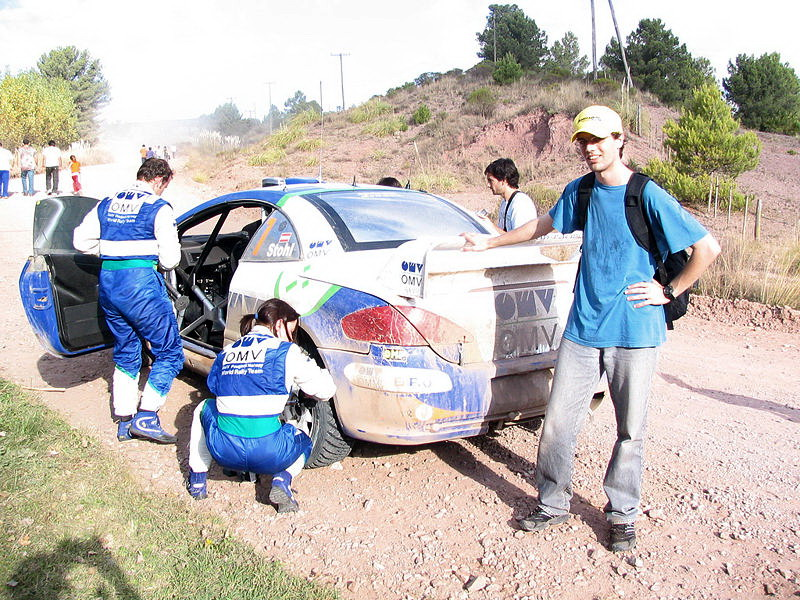
مانفرد استول و همیار ایلکا صغیر در حال تعویض تایر در یک بخش جاده رالی آرژانتین بودند.

- Gino Macaluso (owner of Girard-Perregaux)
- Risto Mannisenmäki
- Tony Mason
- Phil Mills
- Luis Moya
- Michael Park
- Maurizio Perissinot
- Fabrizia Pons
- Timo Rautiainen
- Robert Reid
- Nathalie Richard
- David Richards
- Derek Ringer
- Tiziano Siviero
- Tina Thörner
- Jean Todt
- Martin Järveoja